# Hamataliwa haytiana
Hamataliwa haytiana là một loài nhện trong họ Oxyopidae.
Loài này thuộc chi Hamataliwa. Hamataliwa haytiana được Ralph Vary Chamberlin miêu tả năm 1925.